# Huguette Dreyfus
Pour les articles homonymes, voir Dreyfus.
Huguette Dreyfus est une claveciniste française, née à Mulhouse le 30 novembre 1928 et morte le 16 mai 2016, à Issy-les-Moulineaux.

## Biographie
Huguette Dreyfus commence ses études de piano à l'âge de quatre ans. En 1946, elle travaille avec Lazare Lévy. En 1950, ayant appris que Norbert Dufourcq donnait un cours spécial sur Jean-Sébastien Bach à l'occasion du bicentenaire de sa mort, dans la classe d'histoire de la musique du Conservatoire national supérieur de musique et de danse de Paris, elle entre dans cette classe et y reste quatre ans. Elle étudie parallèlement le clavecin à l'Académie Chigiana de Sienne, avec Ruggero Gerlin, lui-même élève de Wanda Landowska. Quelques années après, elle gagne le concours international de clavecin de Genève en 1958, et devient l'une des figures incontournables de la renaissance de la musique ancienne, contribuant peu à peu à un véritable regain de popularité du clavecin en France. L'élégance et la qualité inimitables de son jeu accompagnent une sensibilité délicate, une profondeur de sentiment dont sa musique se nourrit.
Son instrument favori est un clavecin de Hemsch, célèbre facteur de clavecins allemand qui travailla à Paris et dont les instruments, parmi les meilleurs construits au XVIIIe siècle, sont souvent considérés d'une qualité égale à ceux des Blanchet, dont elle possède un instrument original (de Nicolas Blanchet, non daté, vers 1715).
Elle a enseigné à la Schola Cantorum, à la Sorbonne à Paris, au Conservatoire national supérieur de musique et de danse de Lyon et au Conservatoire à rayonnement régional de Rueil-Malmaison. Elle a également enseigné dans le cadre de l'Académie Internationale d'Orgue et de musique ancienne de Saint-Maximin-la-Sainte-Baume, et à l'Académie de Musique Ancienne de Villecroze. À cet égard, la qualité et le nombre significatif de clavecinistes qui se réclament de son enseignement est éloquent, tels que Christophe Rousset, Ilton Wjuniski, Olivier Baumont, Jory Vinikour, Noëlle Spieth, Sébastien Guillot. Elle fait partie du jury du Concours international de clavecin de Paris.
Élevée au grade d'officier de l'ordre national du Mérite en 1973.
Prix du Président de la République de l'Académie Charles-Cros en 1985.
Ses nombreux concerts, cours magistraux, et enregistrements lui ont permis de travailler avec de nombreuses personnalités musicales : Eduard Melkus, Christian Lardé, Luciano Sgrizzi, Luigi Ferdinando Tagliavini, Pierre Boulez, Paul Kuentz, Bruno Amaducci, Andras Adorjan, Lionel Rogg, Karl Scheit, Gerald Sonneck, Alfred Planyavsky, Hans Jürg Lange, Jean-Pierre Rampal, etc.

## Discographie
Jean-Sébastien Bach
- Concertos BWV 1060-1065 pour 2, 3, et 4 clavecins et cordes, avec le Lugano Radio Orchestra dirigé par Bruno Amaducci, Luciano Sgrizzi, Luigi Ferdinando Tagliavini ainsi que Yannick Le Gaillard (1979, Erato) (OCLC 1040331131)
- 6 Suites anglaises, BWV 806-811. Sur un clavecin construit par Jean-Henri Hemsch en 1755/56, restauré en 1971 par Claude Mercier-Ythier (Paris, 1972, Archiv 2533 164/166 / rééd. 427 146-2) (OCLC 26759890)
- 6 Suites françaises, BWV 812-817 ; Capriccio B-dur BWV 992. Sur un clavecin construit par Jean-Henri Hemsch en 1754, restauré en 1971 par Claude Mercier-Ythier. (Paris, 4-6 décembre 1972, Archiv 427 149-2) (OCLC 85759207)
- 6 sonates pour violon et clavecin obligé, BWV 1014-1019, avec Eduard Melkus, violon. Sur un clavecin Jean Bas, restauré par Claude Mercier-Ythier (Paris, 1973 et 1974, Archiv 2708 032 / rééd. Adès).
- Sonates pour flûte : BWV 1030, 1031, 1032, 1020, 1033, 1034, 1035, 1013, avec András Adorján, flûte et Joachim Rabe, viole de gambe (1977, Denon) (OCLC 1040326831 et 419910173)
- Sonates pour viole de gambe et clavecin, BWV 1027–1029, avec Jean Lamy, viole de gambe (Valois MB 817) (OCLC 459186455)
- Extraits de pièces pour clavecin seul : Ouverture BWV 831 en si mineur, Prélude, fugue et allegro BWV 998 en mi bémol majeur, Clavier übung livre 3, BWV 802-805. Sur un clavecin Hemsch appartenant à Claude Mercier-Ythier (Paris, 24 novembre 1985, Denon CO-1153) (OCLC 17348677 et 743367028)
- Inventions à deux voix et Sinfonias (30 juin 1978, Denon C37-7566) (OCLC 14395327)
- Extraits de pièces pour clavecin seul : Fantaisie chromatique et fugue BWV 903 en ré mineur, Concerto italien BWV 971 en fa majeur, Fantaisie et fugue BWV 906 en do mineur, Prélude et fugue BWV 894 en la mineur (1993, Denon)
- Le Clavier bien tempéré - volumes 1 & 2. (3-9 octobre 1992 et 10-16 octobre 1994, Denon CO-75638/39) (OCLC 31863549 et 40244631)
- Variations Goldberg, BWV 988. Sur un clavecin Jean-Henri Hemsch 1754, restauré en 1971 par Claude Mercier-Ythier (Paris, 7-10 novembre 1988, Denon CO-73677) (OCLC 21397568)

Carl Philipp Emanuel Bach
- Sonates, Rondos et Fantaisies : Sonates : Wq 55 no 1, Wq 57 no 4, ; Rondos : Wq 56 no 1, Wq 57 no 1, Wq 61no 4 ; Fantaisies : Wq 58 no 6, Wq 59 no 5 (1976, Archiv) (OCLC 1040298380)
- Sonates pour clavier et violon obligato, avec Eduard Melkus (violon) : Fantasia F# minor, Wq.80, H. 536, Sonate en si mineur, Wq.76, H. 512, Allegro moderato, Poco andante, Allegretto Siciliano ; Sonate en ut mineur, Wq.78, H. 514, Allegro moderato, Adagio ma non troppo, Presto. La fantaisie est jouée sur un forte-piano Neupert appartenant à la Fondation des Treilles de Villecroze, les sonates sont jouées sur un clavecin Hemsch appartenant à Claude Mercier-Ythier. (Paris, 1987, Denon CO-72434)
- Concerto pour flûte et orchestre en ré majeur, avec Jean-Pierre Rampal, flûte et un orchestre de chambre dirigé par Pierre Boulez. (2004, Abeille Musique ACD8746 - 0047163874628)
- 4 Sonates pour flûte et clavecin, avec Andreas Adorjan (flûte). (1993, Denon)

Johann Christian Bach
- 3 Concertos pour clavier, avec les Tokyo Solisten (29-30 avril 1979, Denon C37-7672) (OCLC 15287801)

Wilhelm Friedemann Bach
- 9 Fantaisies pour clavier. (1987, Denon) (OCLC 1033813626)

Béla Bartók
- Microcosmos (extraits) : volumes 3 à 6. Note de l'éditeur : Quiconque a en mémoire certaines œuvres fracassantes que Bartók a écrites pour le piano sera stupéfait que Microcosmos ait pu être enregistré pour le clavecin ! C'est pourtant bien Bartók lui-même qui, dans sa note liminaire, indiquait la possibilité d'une telle transcription. Le résultat est miraculeux (avril 1969, coll. Curiosità, Harmonia Mundi) (OCLC 55080887)

Heinrich Biber
- 15 sonaten über die Mysterien des Rosenkranzes für violine und basso continuo [Sonates du Rosaires], avec Eduard Melkus, violon ; Huguette Dreyfus, sur un clavecin de Kurt Wittmayer ; Lionel Rogg, orgue ; Karl Scheit, luth ; Gerald Sonneck, violoncelle baroque et viole de gambe ; Alfred Planyavsky, violone ; Hans Jürg Lange, basson baroque. (Vienne, 1967 LP Archiv 2708 012 / Deutsche Grammophon) (OCLC 312305180 et 725680522)

François Couperin
- Pièces pour clavecin (extraits) : onzième ordre, treizième ordre. Sur un clavecin de William Dowd. (1981, Denon 38C37-7070)
- Pièces pour clavecin (extraits) : septième ordre, huitième ordre. Sur un clavecin de Jacques Goerman 18C-C.Mercier-Ythier. (Église Saint-Jean, Paris, 1986, Denon 33CO-1719)

Joseph Haydn
- Concerto pour clavecin en sol majeur avec l'Orchestre Paul Kuentz. (2001, Pierre Verany) (OCLC 718171593)
- Derniers trios avec piano (1971, Valois) (OCLC 12526496)

Jean-Marie Leclair
- 9 sonates pour flûte et basse continue de l’opus 1, 2 et 9 ont été enregistrées en vinyle volume 1 et 2 par Christian Lardé, Huguette Dreyfus et Jean Lamy pour Valois 1968 (non rééditées en CD).

Wolfgang Amadeus Mozart
- Sonates, volume 1 : Fantasie KV 397, Sonate KV 331, Fantasie KV 475, Sonate KV 457, enregistré sur piano-forte. (14-19 novembre 1990, Denon) (OCLC 35040115)
- Sonates, volume 2 : Sonate KV 282, 310, 333, 545 (14-19 novembre 1990, Denon CO-77616) (OCLC 35040119)

Jean-Philippe Rameau
- L'Œuvre pour clavecin (Extraits) (1962, 3 LP Valois MB 419/21) (OCLC 79378296 et 819204019)
- Pièces de clavecin en Concerts, Christian Lardé (flûte), Jean Lamy (basse de viole). (1963, Valois MB 968) (OCLC 955342084)

Domenico Scarlatti
- Sonates pour clavecin. (juillet 1964, juillet 1966 et janvier 1967, 3 LP Valois MB 782 / coffret Musical Heritage Society) (OCLC 27673065 et 85953450) (OCLC 27673067 et 3084294)
  - K. 402, 403, 420, 421, 426, 427, 460, 461, 470, 471, 490, 491, 492, 513, 518 et 519.
  - K. 2, 20, 24, 29, 33, 44, 46, 52, 96, 113, 114, 115, 116, 119, 120, 140, 141 et 175.
  - K. 208, 209, 215, 216, 238, 239, 242, 243, 252, 253, 259, 260, 261, 262, 263 et 264.
- Sonates pour clavecin. (1984, Denon) (OCLC 13636719)
  - 14 sonates : K. 191, 203, 234, 337, 338, 418, 419, 477, 532, 533, 534, 535, 546 et 547.

En continuiste :
- Michel Blavet, Christoph Willibald Gluck, Joseph Haydn, Jean-Marie Leclair, Giovanni Pergolesi, avec Christian Lardé (flûte), l'orchestre Paul Kuentz, et Jean-Marie Gabard (violoncelle) (1996, Pierre Verany) (OCLC 1080759066)

## Hommages
Son nom est donné en 2018 au nouveau conservatoire de musique, danse et art dramatique de Mulhouse, sa ville natale, inauguré le 8 juin 2018.